# Tujilane Chizumila
Tujilane Rose Chizumila (sinh ngày 14 tháng 5 năm 1953) là luật sư và nhà luật học người Malawi được bổ nhiệm vào Tòa án châu Phi về quyền con người và dân tộc với nhiệm kỳ sáu năm vào năm 2017.

## Tiểu sử và giáo dục
Chizumila sinh ngày 14 tháng 5 năm 1953 ở Zomba, Malawi. Cha của bà George Michongwe là một công chức cao cấp, người được bổ nhiệm vào Phái đoàn Malawi tại Liên Hiệp quốc ở New York vào năm 1964. Sau Khủng hoảng Nội các năm 1964 ở Malawi, gia đình bà đã chạy trốn vào năm 1966, định cư như những người tị nạn ở Tanzania. Bà có bằng cử nhân luật tại Đại học Dar es Salaam, và bằng thạc sĩ về Luật quốc tế có được ở Đức.

## Sự nghiệp
Chizumila và hai con trai quay trở về Malawi vào năm 1988, và làm việc cho Save the Children trong 18 tháng khi trong khi chờ đợi giải phóng mặt bằng an ninh bởi vì bà là con của một "phiến quân". Sau đó, bà được Hastings Banda chỉ đạo để báo cáo với Bộ trưởng Bộ Tư pháp với tư cách là người ủng hộ nhà nước. Sau đó, bà là người phụ nữ đầu tiên thành lập công ty luật ở Malawi.
Năm 2000, Chizumila được bổ nhiệm làm Cao ủy của Zimbabwe. Bà được Tổng thống Bakili Muluzi bổ nhiệm làm thẩm phán của Toà án tối cao Malawi năm 2003. Ấn phẩm của bà, "A widow's perspective - a personal experience" đã dẫn đến việc ban hành một đạo luật khiến quyền sở tài sản thành một tội ở Malawi.
Chizumila là nữ thanh tra đầu tiên của Malawi, phục vụ từ năm 2010 đến 2015. Năm 2012, cô bị buộc thực hiện chủ nghĩa gia đình trị và sau đó bị bắt và thẩm vấn tại Lilongwe vì nghi ngờ lạm dụng văn phòng của mình. Bà từ chối từ chức khi không có bằng chứng nào có thể chống lại bà. Tháng 4 năm 2013, năm người đàn ông có vũ trang đột kích nhà cô ở Lilongwe, cướp tài sản và đe dọa bà và các con của bà.
Chizumila đã được bầu vào Tòa án Châu Phi tại cuộc họp Liên minh Châu Phi ở Addis Ababa vào tháng 1 năm 2017, cùng với một người Algeria là Bensaoula Chafika. Hai người đã tuyên thệ vào ngày 6 tháng 3, lần đầu tiên đưa số lượng phụ nữ vào tòa án lên năm trong số mười một thẩm phán và đáp ứng yêu cầu bình đẳng giới của Nghị định thư thành lập tòa án.

## Ấn phẩm
- Chanda, Cosmas; Chizumila, Tujilane (ngày 30 tháng 11 năm 1992). "Promotion of Refugee Women Participation in Leadership Roles and the Management of Relief Items in Nyamithuthu Refugee Settlement". Lilongwe: UNHCR. {{Chú thích tạp chí}}: Chú thích magazine cần |magazine= (trợ giúp)
- Chizumila, Tujilane. "A widow's perspective - a personal experience". {{Chú thích tạp chí}}: Chú thích magazine cần |magazine= (trợ giúp)
- Chizumila, Tujilane (2012). "Rule of Law in Malawi: The Road to Recovery". International Bar Association. {{Chú thích tạp chí}}: Chú thích magazine cần |magazine= (trợ giúp)